# Pseudeurotium zonatum
Pseudeurotium zonatum är en svampart som beskrevs av J.F.H. Beyma 1937. Pseudeurotium zonatum ingår i släktet Pseudeurotium och familjen Pseudeurotiaceae.  Arten är reproducerande i Sverige. Inga underarter finns listade i Catalogue of Life.